# Zatvor Vladimir
Zatvor Vladimir (Rusija) predstavlja sumorno zdanje koje je Katarina Velika podigla za smeštaj političkih zatvorenika. Danas je to zatvor u kojem kaznu služe najteži prestupnici.

## Karakteristike
Staljinov sin Vasilij Džugašvili, disident Natan Šaranski i američki pilot Frensis Geri Pauer neki su od poznatijih bivših stanara Centralnog zatvora "Vladimir". Danas je on i jedna vrsta bizarnog muzeja. Posetioci ne mogu da uđu u deo sa zatvorenicima, ali ih sprovode kroz bunkere u kojima su izloženi lični predmeti čuvenih bivših zatvorenika. Daleko od očiju posetilaca, uslovi su surovi kao i ranije. Među zatvorenicima su rašireni tuberkuloza i HIV i postoje indicije o veoma raširenom zlostavljanju.